# Novel·la sofística
La novel·la sofística és un gènere de la narrativa que engloba novel·les amb ús de la retòrica. Es característic d'aquestes novel·les: les llargues digressions, l'ús d'un llenguatge i estil únic que és idealitzant i la presència dels temes de l'amor i les aventures. Va tindre dos onades a l'antiga Grècia, desenvolupant-se entre els segles II al IV d.C.
Hi ha les novel·les pre-sofístiques i les sofístiques. Dins les pre-sofístiques es troben Efesíques i Quèreas i Cal·lírroe mentre que dins les sofístiques es troben les novel·les de Longus (Dafnis i Cloe), Aquil·les Taci i Heliodor.